# Glomeris primoridialis
Glomeris primoridialis är en mångfotingart som beskrevs av Karl Wilhelm Verhoeff 1930. Glomeris primoridialis ingår i släktet Glomeris och familjen klotdubbelfotingar. Inga underarter finns listade i Catalogue of Life.